# Rogério Skylab
Rogério Tolomei Teixeira (Río de Janeiro, 2 de septiembre de 1956), conocido profesionalmente como Rogério Skylab, es un cantautor, letrista, guitarrista, escritor, productor musical, actor y ex presentador de televisión brasileño. Describiéndose a sí mismo como un "cadáver dentro de la MPB", su singular estilo musical que le ha valido un apasionado culto de seguidores se caracteriza por el minimalismo, la repetición y el eclecticismo, y sus escritos están impregnados de descripciones grotescas, impactantes y ofensivas; alusiones mordaces a la cultura popular; dispositivos metaficcionales; escenarios absurdos y surreales; pesimismo; lenguaje soez; nihilismo; y humor negro y escatológico – aunque siempre negó que su obra fuera deliberadamente cómica.
Entre sus composiciones se destacan: "Matador de Passarinho" (que le dio fama nacional en el circuito underground), "Motosserra", "Funérea", "Naquela Noite", "Carrocinha de Cachorro-Quente", "Dedo, Língua, Cu e Boceta", "Eu Chupo o Meu Pau", "Fátima Bernardes Experiência" y "Chico Xavier & Roberto Carlos" (estas dos últimas notables por haber sido censuradas en sus lanzamientos originales). Dedicándose también a la literatura, debutó en 2006 con el poemario Debaixo das Rodas de um Automóvel (literalmente "Bajo las ruedas de un coche"), al que siguieron varias otras obras tanto de ficción como de no ficción.

## Discografía
- Fora da Grei (1992)
- Skylab (1999)
- Skylab III (2002)
- Skylab IV (2003)
- Skylab V (2004)
- Skylab VI (2006)
- Skylab VII (2007)
- Skylab VIII (2008)
- Skylab X (2011)
- Abismo e Carnaval (2012)
- Melancolia e Carnaval (2014)
- Desterro e Carnaval (2015)
- O Rei do Cu (2018)
- Nas Portas do Cu (2019)
- Crítica da Faculdade do Cu (2019)
- Cosmos (2020)
- Os Cosmonautas (con Livio Tragtenberg) (2020)
- Caos e Cosmos, Vol. 1 (2021)
- Caos e Cosmos, Vol. 2 (2022)
- Caos e Cosmos, Vol. 3 (2023)
- Trilogia do Fim, Vol. 1 (con Cadu Tenório) (2024)
- Trilogia do Fim, Vol. 2 (con Leandro Braga) (2024)
- Trilogia do Fim, Vol. 3 (con Löis Lancaster) (2024)